# 인사이드 아웃 (2015년 영화)
《인사이드 아웃》(영어: Inside Out)은 2015년에 개봉된 미국의 3D 컴퓨터 애니메이션 코미디 영화다. 픽사 애니메이션 스튜디오에서 제작하였고, 월트 디즈니 픽처스가 배급하였다. 이 영화는 피트 닥터와 함께 로니 델카르멘이 공동감독 및 공동작가로서 참여하였고, 조나스 리베라(Jonas Rivera)가 영화 제작을, 마이클 자키노가 음악을 작곡하였다.

## 줄거리
미국 미네소타에서 태어난 소녀 라일리. 라일리의 머릿속에는 기쁨, 슬픔, 소심, 까칠, 버럭이라는 다섯 가지 감정이 존재한다. 11살이 되어 집이 팔리고 이사를 한다. 이사를 온 것도 힘든데, 집도 좋은 곳이 아니고, 짐을 실은 차가 제때 오지 못한다. 학교에서 선생님이 라일리에게 자기 소개를 하게 하고, 처음에는 기쁨이가 소개를 하지만 슬픔이가 끼어들고 말고 학교에서 울게 된다. 슬픔이가 기쁨이의 기억들을 만지면 파란 색으로 변하며, 라일리가 떠올리면 슬퍼진다. 기쁨이는 슬픔이가 기억들을 만지지 못하게 하다가 장기 기억 저장소로 가게 되고, 결국에는 둘 다 기억들의 쓰레기장으로 버려진다. 기쁨이가 사라지자 라일리는 더 이상 행복할 수가 없고, 버럭이는 라일리가 가출하게 한다. 가족 섬, 우정 섬, 정직 섬 등 핵심 기억으로 만들어진 다섯 가지 섬이 무너지기 시작하고, 지름길도 막히면서 본부까지 도착하기가 어려워지는데 과연 둘은 돌아올 수 있을까?

## 목소리 출연
| 배역                 | 원어판          | 한국어 더빙판 |
| -------------------- | --------------- | ------------- |
| 라일리 앤더슨        | 케이틀린 디아스 | 김미랑        |
| 기쁨(Joy)            | 에이미 폴러     | 안소이        |
| 슬픔(Sadness)        | 필리스 스미스   | 구민선        |
| 소심(Fear)           | 빌 헤이더       | 위훈          |
| 버럭(Anger)          | 루이스 블랙     | 이종구        |
| 까칠(Disgust)        | 민디 케일링     | 이지현        |
| 빙봉                 | 리처드 카인드   | 이장원        |
| 엄마                 | 다이앤 레인     | 윤소라        |
| 아빠                 | 카일 매클라클런 | 김승준        |
| 꿈 감독, 엄마의 버럭 | 폴라 펠         | 성선녀        |
| 폴라                 | 폴라 파운드스톤 | 정현경        |
| 바비                 | 보비 모이니핸   | 전광주        |
| 프리츠               | 존 라첸버거     | 전광주        |
| 프랭크               | 프랭크 고엘즈   | 한복현        |
| 데이브               | 프랭크 오즈     | 박상훈        |
| 삐에로 풍선          | 조시 쿨리       | 서문석        |

- 기타 배역 : 고은, 김대우, 김에스더, 명금영, 박상준, 연정흠, 유해무(아빠 버럭), 이현주, 윤세웅(제이크/삐에로 기쁨), 박조호(조종사)

## 우리말 제작
- 한국어 제작 : Disney Character Voices International,Inc.

## 제공
- 수입/배급 : 월트 디즈니 컴퍼니 코리아(주)
- 제작 : 월트 디즈니 픽처스/픽사 애니메이션 스튜디오

## 사운드트랙
다음은 오리지널 사운드트랙(OST) 싱글 앨범에 포함된 곡들이며, 정렬기준은 출시 순입니다.
이 영화의 음악은 마이클 자키노가 작곡가로서 참여하는 픽사와의 다섯 번째 공동작업물이다. 사운드트랙은 2015년 6월 16일 월트 디즈니 레코즈를 통해 발매되었다.
전체 작곡: 마이클 자키노
| #            | 제목                                           | 재생 시간 |
| ------------ | ---------------------------------------------- | --------- |
| 1.           | 〈Bundle of Joy〉                              | 2:48      |
| 2.           | 〈Team Building〉                              | 2:18      |
| 3.           | 〈Nomanisone Island/National Movers〉          | 4:20      |
| 4.           | 〈Overcoming Sadness〉                         | 0:51      |
| 5.           | 〈Free Skating〉                               | 0:59      |
| 6.           | 〈First Day of School〉                        | 2:02      |
| 7.           | 〈Riled Up〉                                   | 1:02      |
| 8.           | 〈Goofball No Longer〉                         | 1:11      |
| 9.           | 〈Memory Lanes〉                               | 1:22      |
| 10.          | 〈The Forgetters〉                             | 0:50      |
| 11.          | 〈Chasing the Pink Elephant〉                  | 1:55      |
| 12.          | 〈Abstract Thought〉                           | 1:47      |
| 13.          | 〈Imagination Land〉                           | 1:25      |
| 14.          | 〈Down in the Dumps〉                          | 1:47      |
| 15.          | 〈Dream Productions〉                          | 1:43      |
| 16.          | 〈Dream a Little Nightmare〉                   | 1:50      |
| 17.          | 〈The Subconscious Basement〉                  | 2:01      |
| 18.          | 〈Escaping the Subconscious〉                  | 2:09      |
| 19.          | 〈We Can Still Stop Her〉                      | 2:54      |
| 20.          | 〈Tears of Joy〉                               | 2:39      |
| 21.          | 〈Rainbow Flyer〉                              | 2:58      |
| 22.          | 〈Chasing Down Sadness〉                       | 1:45      |
| 23.          | 〈Joy Turns to Sadness/A Growing Personality〉 | 7:49      |
| 24.          | 〈The Joy of Credits〉                         | 8:18      |
| 총 재생 시간 | 총 재생 시간                                   | 58:43     |

| #   | 제목                 | 재생 시간 |
| --- | -------------------- | --------- |
| 25. | 〈Lava〉 (from Lava) | 5:46      |

## 반응

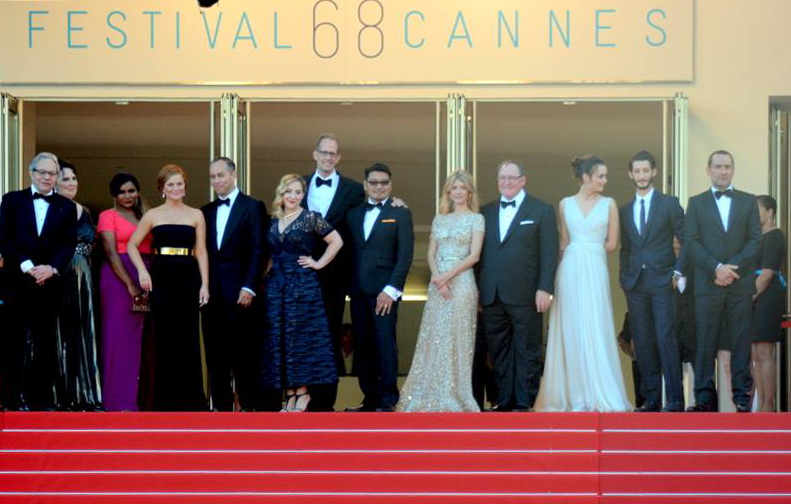
영화 제작진, 2015년 칸 영화제에서.

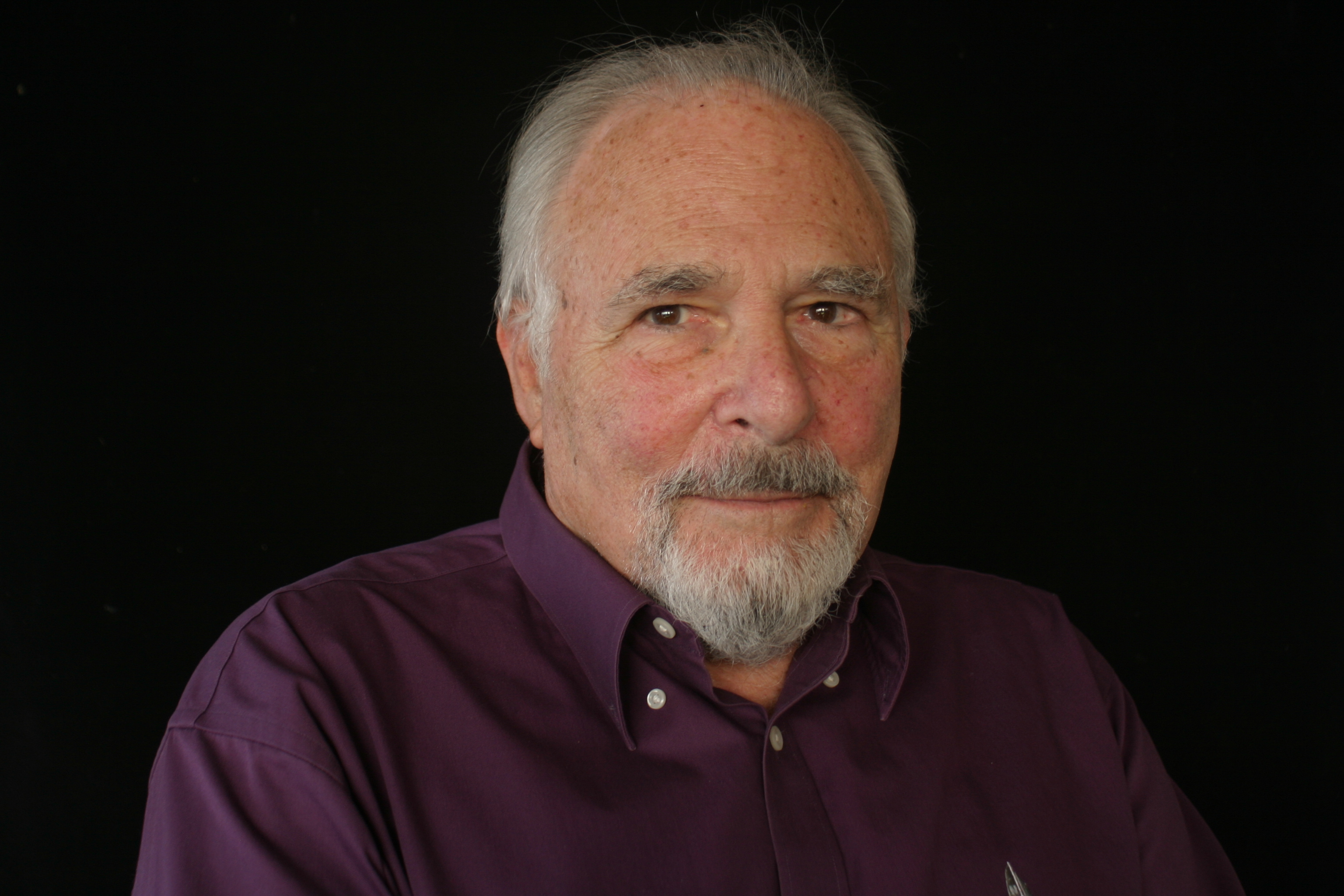
미국의 심리학자이자 캘리포니아 대학교 샌프란시스코 캠퍼스의 명예 교수 폴 에크만은 이 영화의 컨설턴트로 일했다.

### 박스 오피스
《인사이드 아웃》은 개봉 후 미국 내에서 2억 5000만 달러의 관람료 수익이 발생해 흥행에 성공할 것이라는 분석이 나오고 있다.